# Antonio Yáñez-Barnuevo
Antonio Yáñez-Barnuevo de la Milla (El Saucejo, Sevilla 6 de enero de 1903 - Cádiz, 6 de agosto de 1936) fue un militar español, capitán artillero, que lideró la defensa del gobierno civil gaditano y sus autoridades civiles cuando se produjo el golpe de Estado de julio de 1936 que dio lugar a la Guerra Civil, siendo ejecutado por los sublevados.

## Biografía
Militar profesional, ingresó en la Academia de Artillería de Segovia en 1922. Alcanzó el grado de teniente en 1926, estando destinado en los regimientos artilleros de Burgos y Mérida. Participó en las protestas de los artilleros contra la dictadura de Primo de Rivera que disolvió el cuerpo por no ser fiel al régimen militar. Yáñez-Barnuevo fue condenado a prisión durante un año por estos hechos. Una vez que restaurada el Arma de Artillería y con la dictadura ya caída, fue repuesto en su grado y cuerpo, y destinado a la Artillería de costa gaditana. Después de la victoria del Frente Popular en las elecciones generales de 1936, fue destinado al Ministerio de la Guerra en Madrid, y después al Cuerpo de Carabineros, donde ascendió al grado de capitán. En junio de 1936 fue enviado de nuevo a Cádiz, en esta ocasión como jefe de las Fuerzas de Seguridad de la provincia gaditana. 
Cuando se produjo el golpe de Estado de julio, poco más de un mes después de tomar posesión de su cargo, lideró la defensa del gobierno civil y las autoridades que se refugiaron en las dependencias del mismo, frente a los sublevados comandados por los generales José López-Pinto Berizo y José Varela Iglesias. Junto a guardias de asalto leales y milicianos, mantuvo la resistencia desde las 16:00 horas del 18 de julio hasta el día siguiente, cuando las tropas sublevadas en Cádiz fueron reforzadas con Regulares procedentes de Ceuta lo que hizo imposible resistir más tiempo. Detenido junto a Mariano Zapico, gobernador civil, el secretario particular de este, Antonio Mascalio, el presidente de la diputación, Francisco Cossi, el oficial de telégrafos, Luis Parrilla, el teniente coronel de carabineros, Leoncio Jaso y el capitán de fragata Tomás de Azcárate García de Lomas, fue trasladado al castillo de Santa Catalina. Le fue incoado expediente para consejo de guerra sumarísimo el 22 de julio junto con el resto de detenidos por un delito de rebelión militar, siendo condenado a muerte y fusilado junto a Zapico, Jaso y Parrilla. La mayoría de los guardias de asalto y buena parte de los milicianos que mantuvieron la defensa, fueron también ejecutados después de la rendición, si bien éstos ni siquiera fueron sometidos a consejo de guerra.